# Lepthyphantes linzhiensis
Lepthyphantes linzhiensis is een spinnensoort uit de familie hangmatspinnen (Linyphiidae). De soort komt voor in China.